# NGC 6201
NGC 6201 é uma galáxia elíptica (E) localizada na direcção da constelação de Hercules. Possui uma declinação de +23° 45' 55" e uma ascensão recta de 16 horas, 40 minutos e 14,4 segundos.
A galáxia NGC 6201 foi descoberta em 6 de Junho de 1864 por Albert Marth.